# Comuna Ocereteanka, Cervonoarmiisk
Ocereteanka (în ucraineană Очеретянська сільська рада) este o comună în raionul Cervonoarmiisk, regiunea Jîtomîr, Ucraina, formată din satele Iasna Poleana și Ocereteanka (reședința).

## Demografie
Componența lingvistică a comunei Ocereteanka
     Ucraineană (98,48%)
     Alte limbi (1,26%)
Conform recensământului din 2001, majoritatea populației comunei Ocereteanka era vorbitoare de ucraineană (98,48%), existând în minoritate și vorbitori de alte limbi.